# Африка Рейс 2009

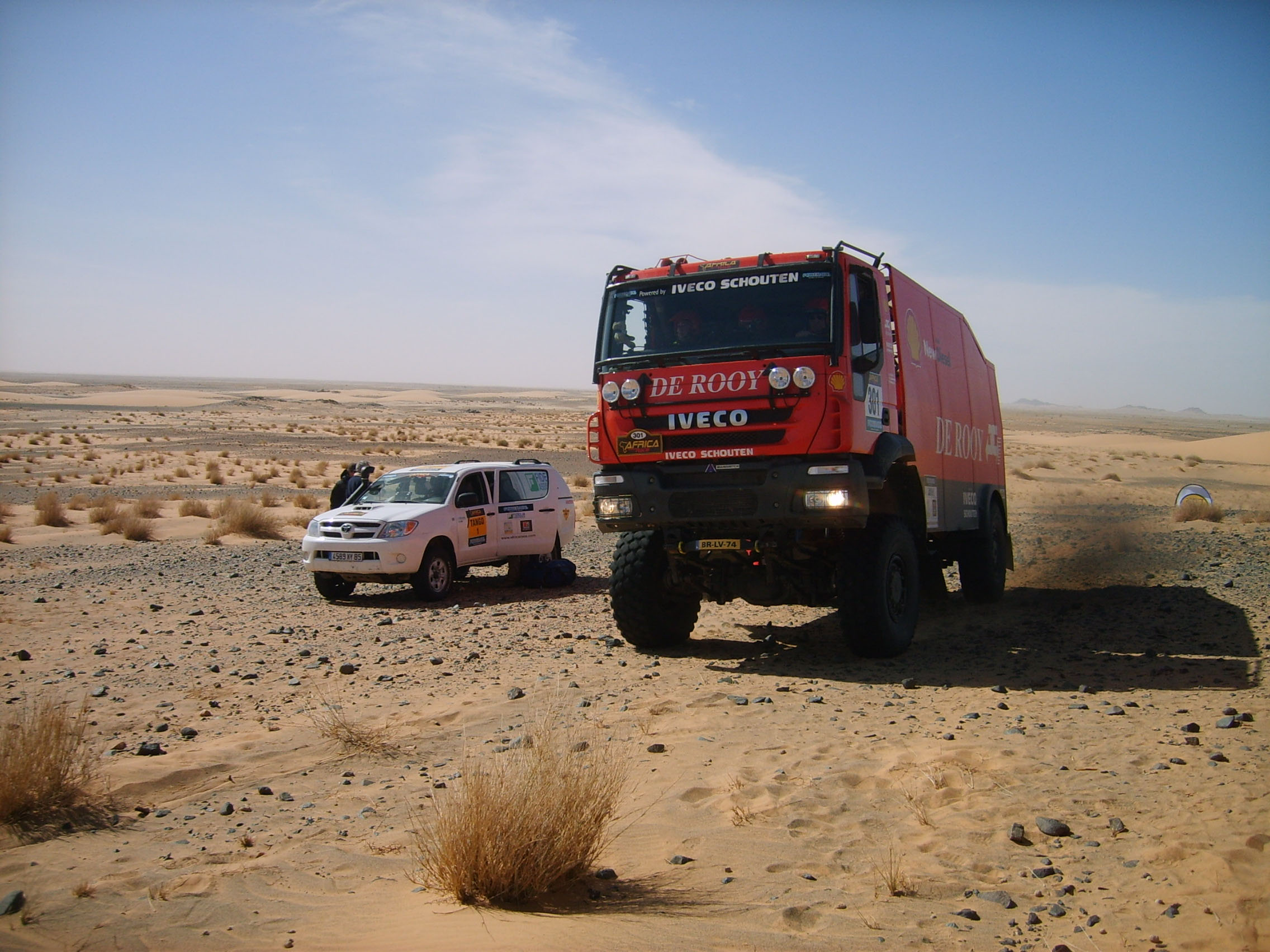
Грузовик IVECO Яна де Рооя

Ралли «Африка Рейс 2009» (фр. Africa Race 2009) — первый международный ралли-марафон Африка Эко Рейс, проходивший по территории Марокко, Мавритании и Сенегала, по традиционному маршруту Ралли Дакар, которое, начиная с 2009 года, стало проводиться в Южной Америке. Гонка должна была начаться 28 декабря 2008 года в Марселе (Франция), однако организаторы вынуждены были перенести старт на африканский континент. В итоге 30 декабря 2008 года марафон стартовал в Надоре (Марокко). Финишировал 11 января 2009 года у берегов Розового озера в Дакаре (Сенегал). Общая дистанция гонки составила 7275 километров, из которых 3840 километров пришлось на спецучастки.
Планировалось, что руководителем ралли станет Юбер Ориоль — многократный победитель Ралли Дакар и его директор до 2003 года, однако незадолго до старта соревнования он был отстранён от должности. Это привело к отказу команды «КАМАЗ-мастер» от участия в марафоне. Гоночный коллектив из Набережных Челнов собирался выставить один боевой экипаж под управлением Сергея Решетникова, а также один грузовик технического сопровождения.  В конечном итоге пост руководителя занял другой опытный организатор и участник многих внедорожных ралли – Рене Метж.
В гонке приняли участие четыре российских экипажа в категории T2 (почти серийные внедорожники): Артем Варенцов / Роман Елагин и Игорь Бондарев / Сергей Горелов выступали на автомобилях Toyota Land Cruiser, Андрей Иванов / Владимир Демьяненко - на Nissan Pathfinder, Сергей Савенко / Валерий Шухнов - на багги Honda. Кроме того, в зачете мотоциклов высокий результат показал Арно Жакар — француз по рождению, но русский в душе и живущий в Москве. Его мотоцикл KTM был выкрашен в цвета российского флага.
Основная изюминка ралли заключается в том, что оно проходит по некоторым участкам некогда классического "дакаровского" маршрута, где неоднократно проходили трассы спецучастков знаменитой гонки. Хотя особенность "Дакара" была как раз в том, чтобы маршрут полностью никогда не повторялся, а сама дистанция обычно охватывала много северно-африканских стран и отличалась длинным километражем. Поэтому речь может идти только о частичном повторении отдельных участков "Дакара".
Концепция ралли была ориентирована на небогатые частные команды, однако в гонке участвовали и такие знаменитые гонщики, как Жан-Луи Шлессер и Ян де Роой (его сын в это же время участвовал по другую сторону океана в Ралли Дакар). В России и странах СНГ дневники «Африка Рейс 2009» ежедневно показывал телеканал "Авто Плюс".
В 2010 году состоялось второе издание ралли-марафона — Africa Eco Race 2010.

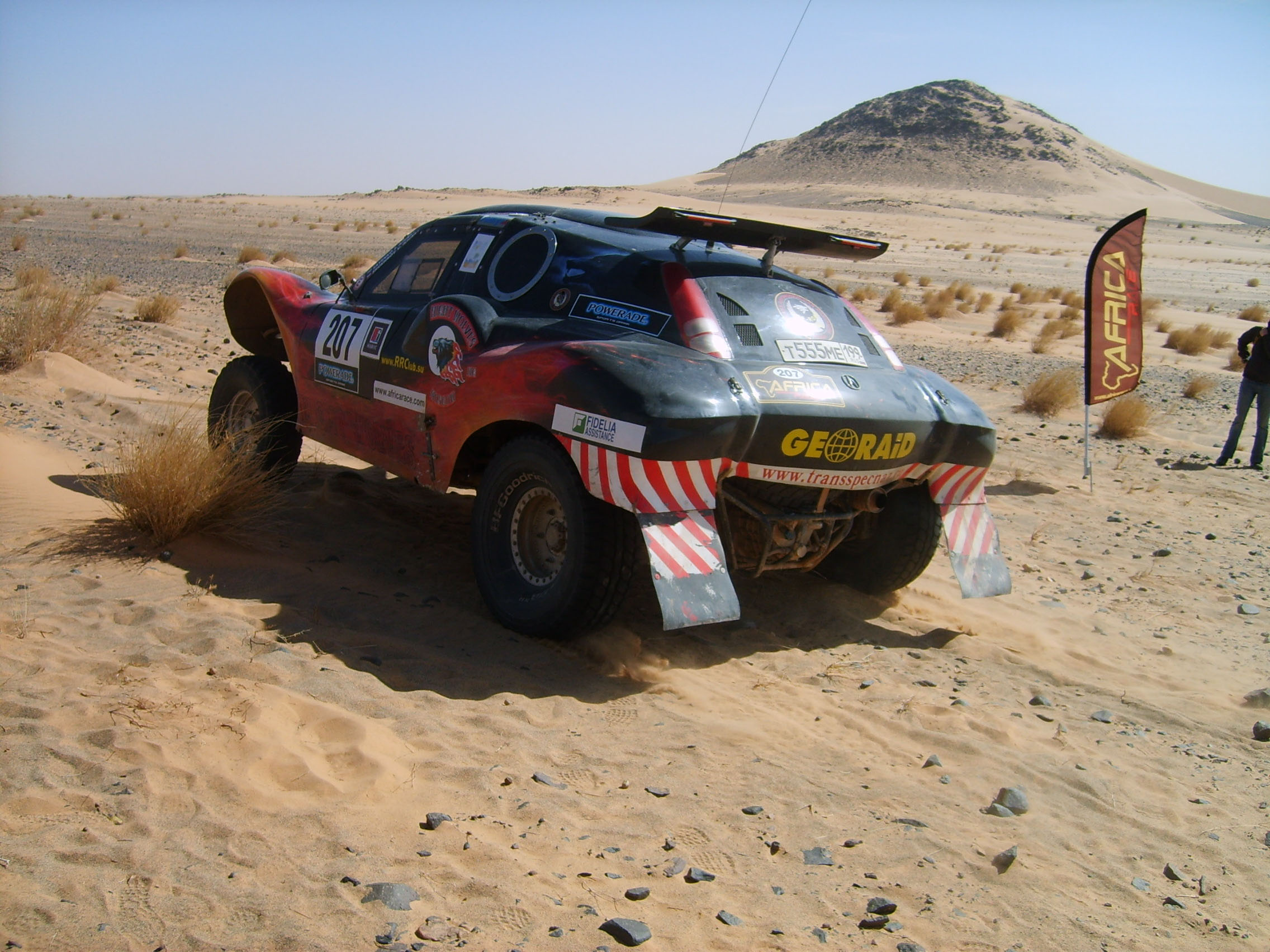
Багги Honda под управлением С. Савенко

## Участники
На старт марафона вышли 27 участников: 8 мотоциклов, 11 внедорожников, 4 грузовика и 4 экипажа в зачете "Рейд".

## Результаты

### Мото
| Место | Гонщик                | Марка  |
| ----- | --------------------- | ------ |
| 1     | Хосе Мануэль Пеллисье | BMW    |
| 2     | Арно Жакар            | KTM    |
| 3     | Томас Шаттат          | Yamaha |

### Авто
| Место | Пилот              | Штурман      | Команда   | Автомобиль          | Кат. | Время     | Штраф |
| ----- | ------------------ | ------------ | --------- | ------------------- | ---- | --------- | ----- |
| 1     | Жан-Луи Шлессер    | Арно Деброн  | Schlesser | Schlesser DSC 18    | T1   | 40.28:44  |       |
| 2     | Артём Варенцов     | Роман Елагин | Geo-Raid  | Toyota Land Cruiser | T2   | +10.08:36 |       |
| 3     | Абделямид Абуюссеф | Эрве Котель  | н/д       | Toyota Buggy        | T1   | +10.19:24 |       |

### Грузовики[2]
| Место | Пилот        | Экипаж                           | Команда      | Автомобиль | Время | Штраф |
| ----- | ------------ | -------------------------------- | ------------ | ---------- | ----- | ----- |
| 1     | Ян де Роой   | Дэни Колебундерс Дарек Родевальд | Team De Rooy | Iveco      | н/д   |       |
| 2     | Ханс Бекс    | Тони Маессен Эдвин Виллемс       | Team De Rooy | DAF        | н/д   |       |
| 3     | Миклош Ковач | Петер Сеглиди Тамаш Тот          | н/д          | Scania     | н/д   |       |